# Den graa Handske
Den graa Handske er en dansk stumfilm fra 1916 med ukendt instruktør.

## Handling
Denne artikel mangler et handlingsreferat. Hjælp os med at skrive det.